# The Alto Knights
The Alto Knights ist ein US-amerikanischer Kriminalfilm von Barry Levinson mit Robert De Niro in einer Doppelrolle der Mafia-Bosse Frank Costello und Vito Genovese aus der Luciano- bzw. Genovese-Familie von der amerikanischen Cosa Nostra. Der Film lief am 20. März 2025 in den deutschen und am darauffolgenden Tag in den US-amerikanischen Kinos an.

## Handlung
Der Film behandelt die Rivalität zwischen den Mafiosi Frank Costello und Vito Genovese von der amerikanischen Cosa Nostra aus New York City. Der machthungrige Vito versucht während der 1950er-Jahre mit allen Mitteln, die Position seines Bosses Frank zu übernehmen, der gegenwärtig das Oberhaupt der mächtigen New Yorker Luciano-Familie ist, die eines Tages jedoch allseits als Genovese-Familie bekannt sein wird.

## Besetzung
| Darsteller        | Rolle              | Beschreibung                                   |
| ----------------- | ------------------ | ---------------------------------------------- |
| Robert De Niro    | Frank Costello     | Oberhaupt der Luciano-Familie                  |
| Robert De Niro    | Vito Genovese      | Ranghohes Mitglied der Luciano-Familie         |
| Debra Messing     | Bobbie             | Costellos Ehefrau                              |
| Kathrine Narducci | Anna Genovese      | Vitos Ehefrau                                  |
| Cosmo Jarvis      | Vincent Gigante    | Mobster, späteres Mitglied der Luciano-Familie |
| James Ciccone     | Carlo Gambino      | Capo der Mangano-Familie                       |
| Louis Mustillo    | Joseph Bonanno     | Oberhaupt der Bonanno-Familie                  |
| Carrie Lazar      | Lieutenant Trooper |                                                |
| Bob Glouberman    | Victor Riesel      | Journalist                                     |
| Michael Adler     | Charles W. Tobey   | US-Senator                                     |
| Matt Servitto     | George Wolf        |                                                |
| Belmont Cameli    | Frankie Boy        |                                                |
| Richard Williams  | Walter Hawley      |                                                |
| Jean Zarzour      | Elsa Anastasia     |                                                |

## Produktion
Im August des Jahres 2022 wurde bekannt, dass Robert De Niro in Produktion von Irwin Winkler unter der Regie von Barry Levinson mit einem Drehbuch von Nicholas Pileggi im Auftrag von Warner Bros. Entertainment in einer Doppelrolle der Mafia-Bosse Vito Genovese und Frank Costello in einem Film namens „Wise Guys“ zu sehen sein werde.
Im Oktober des gleichen Jahres schloss sich sowohl Debra Messing in der Rolle von Costellos Ehefrau als auch Kathrine Narducci in der Rolle von Anna Genovese der Besetzung an. Cosmo Jarvis wurde im Januar 2023 für die Rolle des Vincent Gigante verpflichtet.
Mitte Januar 2025 wurde der erste Trailer vorgestellt.
Anfang April 2023 wurde ein erstes Veröffentlichungsdatum, datiert auf den 2. Februar 2024, bekannt gegeben. Im Oktober 2023 wurde der Film nach einem ehemaligen Club in New York (Alto Knights Social Club) von „Wise Guys“ zu „Alto Knights“ umbenannt. Dabei wurde auch das Veröffentlichungsdatum auf den 14. November 2024 verschoben. Im März 2024 wurde das Veröffentlichungsdatum erneut verschoben, die Veröffentlichung erfolgte schließlich wie nun angestrebt am 21. März 2025 in den Vereinigten Staaten und am 20. März 2025 in Deutschland.
Die Filmmusik komponierte David Fleming.